# وین‌رایت (آلاسکا)
وین‌رایت (به انگلیسی: Wainwright) شهری در بخش نورث اسلوپ ایالت آلاسکا است که جمعیت آن در سرشماری سال ۲۰۰۰ میلادی ۵۴۶ نفر بوده‌است.